# Corporaciones no agrupadas de la Semana Santa de Málaga
El Viernes de Dolores y el Sábado de Pasión han sido siempre para las corporaciones unos días de gran actividad en los templos y sedes, si bien desde hace unos años dichas jornadas han venido a convertirse en fecha idónea para las corporaciones no pertenecientes a la Agrupación de Cofradías, ya sea por lejanía (Hermandades de barrios periféricos) o por no haber sido aún admitidas en la entidad. Las cofradías o asociaciones más recientemente fundadas deciden procesionar en días previos para tener mayor protagonismo.
Actualmente tienen lugar procesiones desde el tercer sábado de Cuaresma hasta el Sábado de Pasión

## III Sábado de Cuaresma
El Grupo parroquial de las Mercedes, del periférico barrio de El Tarajal es el primero en salir a las calles de la capital.
Procesiona la imagen de Nuestro Padre Jesús Cautivo de las Misericordias. Los nazarenos visten túnica beige, estola y capirotes burdeos.

## IV Viernes de Cuaresma
El Grupo Parroquial de María Santísima en su Dulce Resignación y Esperanza recorre las calles del popular barrio de La Trinidad, partiendo desde la Parroquia de la Santísima Trinidad.
Los penitentes visten túnica, capillo y cinturón negro, y los mayordomos capa blanca.
La Virgen de la Resignación es una imagen del siglo XVIII, atribuida al círculo de los Asencio de la Cerda.

## IV Sábado de Cuaresma
Tienen lugar procesiones por el distrito de Málaga Este:
- Hermandad Sacramental del Carmen Doloroso. Sita en la Parroquia del Corpus Christi, del  barrio marinero de Pedregalejo. Procesiona por las calles del barrio, recorriendo tanto la parte alta como el paseo marítimo. La Corporación se caracteriza por la seriedad y buen hacer, así como el estilo malagueño del atavío de sus titulares. La Virgen del Carmen Doloroso, una magnífica talla (Anónimo, siglo XVIII atribuida a la familia Asensio de la Cerda, cuenta con un terno bordado en el taller del malagueño Juan Rosén. El Señor, Jesús Nazareno en su Segunda Caída (Juan Manuel García Palomo, Málaga, 2012) aún no procesiona, pero realiza un vía crucis por las calles de la feligresía en Cuaresma y posee una magnífica túnica diseñada por el afamado Fernando Prini y ejecutada en los talleres de Juan Rosén. En febrero de 2022 los hermanos aprobaron la inclusión de sus titulares en la Hermandad Sacramental del Corpus Christi, marcando así uno de los mayores hitos en la historia del Grupo. También la Hermandad es la encargada de organizar los cultos y procesión del Corpus Christi.

- Asociación de Nuestro Padre Jesús de la Esperanza ante Anás. Procesiona por la barriada de El Palo. Su primera salida fue en 2012. Cuenta con una gran devoción teniendo en cuenta su poca antigüedad. El grupo escultórico representa el momento de "la bofetá" ante la mirada de Anás. En 2022 fue bendecida la imagen de María Santísima de los Ángeles.

## IV Domingo de Cuaresma
•  El Grupo Parroquial de Nuestro Padre Jesús de la Clemencia y María Santísima de las Lágrimas del Carmen. Procesiona desde la Parroquia de San Patricio, en el barrio de Huelin.
Los nazarenos visten túnica marrón, y estola, capirote y cíngulo beige.
La imagen es obra de Israel Cornejo, realizada en el año 2008.
•  Grupo Parroquial de Nuestra Señora del Sol con sede en la Iglesia de San Lázaro, en el barrio de la Victoria. Procesiona la Imagen de la Virgen del Sol,  obra de José Dueñas (2010) y restaurada por Sebastián Montes Carpio, al pie de la Santa Cruz.
Las nazarenos visten túnica negra, y capa, capirote y cíngulo verde.

## V Sábado de Cuaresma

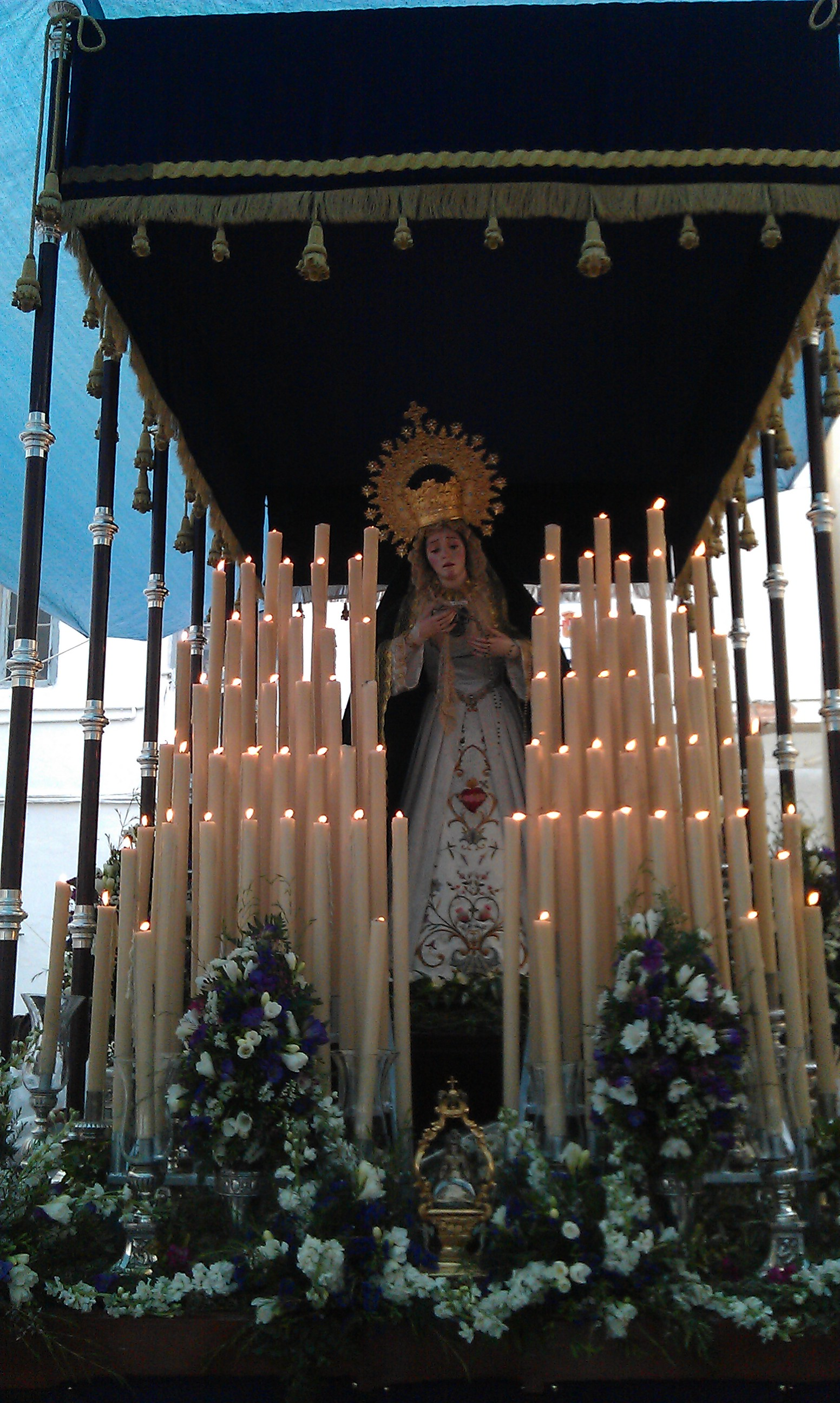
Virgen del Refugio

- Virgen del RefugioAsociación de Nuestra Señora del Refugio. Tiene su sede en el asilo de ancianos de la barriada de Miraflores de los Ángeles (Asilo de los Ángeles). Procesiona el día del pregón de la Semana Santa malagueña y realiza su estación de penitencia por las calles de su barriada. La Imagen fue restaurada en 2017 por el imaginero malagueño Juan Manuel García Palomo que le improntó una gran mejoría a la talla. Procesiona bajo palio de Joaquín Salcedo Canca. El Señor de la Salud aún no está realizado.
- Hermandad del Dulce Nombre de Jesús de la Caridad y Nuestra Señora de la Paloma de Mangas Verdes. Procesiona por la barriada de Mangas Verdes . Se procesionan dos tronos: Cristo de la Caridad y Virgen de la Paloma.

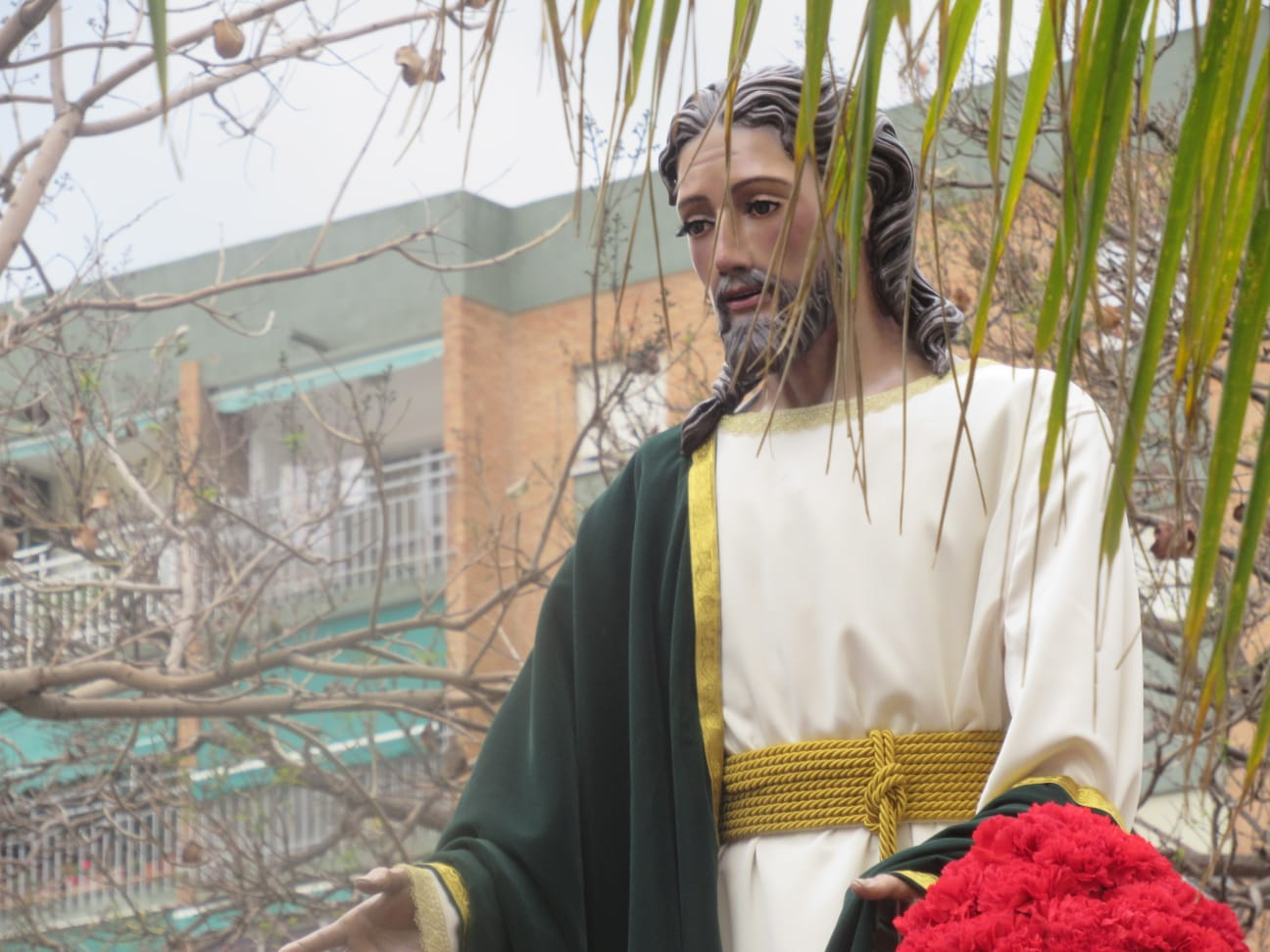
Jesús de Fe y Esperanza

- Jesús de Fe y Esperanza  Escuela Cofrade . Cofradía que nace con la intención de fomentar el espíritu cofrade en los niños para crear una cantera de solidez para la Semana Santa Malagueña. Procesiona por las calles del barrio de la Cruz de Humilladero. Realiza su salida procesional desde el CEIP doctor Fleming y la imagen se venera en el oratorio del CEIP Padre Jacobo.

Procesiona una imagen: NPJ de Fe y Esperanza (Imagen realizada por el escultor José Carlos Fernández en 2014 y bendecida en 2018), la imagen procesionó en un trono con las estaciones del vía Crucis y 4 varales, con una campana con una inscripción de: "Fé y Esperanza 2014" año en e que se realizó NPJ de Fe y Esperanza.

## Viernes de Dolores
- Hermandad de Nuestro Padre Jesús Nazareno del Paso, Nuestra Señora de los Dolores y San Antonio Abad: Procesiona por la barriada de Churriana. Es destacable que las tallas tanto de la Virgen como del Cristo datan del siglo XVIII, siendo el Nazareno la imagen más antigua de la capital que representa esa iconografía.
- Cofradía Sacramental del Santísimo Cristo de la Hermandad y Caridad, Nuestra Señora de los Dolores y San Juan Evangelista: Realiza su estación de penitencia por el distrito del Puerto de la Torre.
- Asociación de la Encarnación de Dos Hermanas: Procesiona por la barriada de Dos Hermanas.Tanto la imagen de la Virgen como la de Ntro. Padre Jesús De La Salvación Despojado En Sus Vestiduras, es del escultor malagueño José Dueñas Rosales.
- Cofradía de Jesús de Medinaceli, Santo Cristo del Socorro y María Santísima de la Candelaria: Se encuentra instituida en la Iglesia de Santo Tomás de Aquino, en el barrio de Martiricos y procesionan al Señor de Medinaceli y a la Virgen de la Candelaría ambos obra de Israel Cornejo. La procesión discurre también por los barrios de La Goleta, El Molinillo y La Trinidad, llegando hasta el centro, transitando por la Calle Larios y el entorno de la Catedral.

## Sábado de Pasión
- La Hermandad del Santísimo Cristo de la Clemencia y Santa María Madre de la Divina Providencia, antiguamente conocida como El Mutilado. Procesiona al Santísimo Cristo de la Clemencia desde la Iglesia del Sagrado Corazón por las calles del centro de la ciudad, haciendo estación de penitencia en la Catedral de Málaga. Los nazarenos visten túnica y capirote negro, y capa blanca.
- Confraternidad de Culto y Procesión de Jesús Nazareno de la Llaga en el hombro y María Santísima de la Buena Fe: Esta confraternidad de origen perchelero tiene actualmente su sede en la Parroquia de la Stma. Trinidad. El Nazareno procesiona en la tarde-noche del Sábado de Pasión en un trono bajo palio, de estilo antequerano. La Virgen aún no procesiona, pero durante el Viernes de Dolores, queda expuesta en devoto besamanos.
- Asociación de Fieles Santísimo Cristo de Llagas y Columna y María Santísima Reina de los Ángeles.: procesiona por el barrio de Miraflores de los Ángeles. En el año 2007 llegó al barrio en una procesión desde el centro de la ciudad, la imagen fue bendecida en el Colegio de Economistas de Málaga y en el año 2008 procesionó por primera vez. El Señor es obra del imaginero Juan Manuel García Palomo.

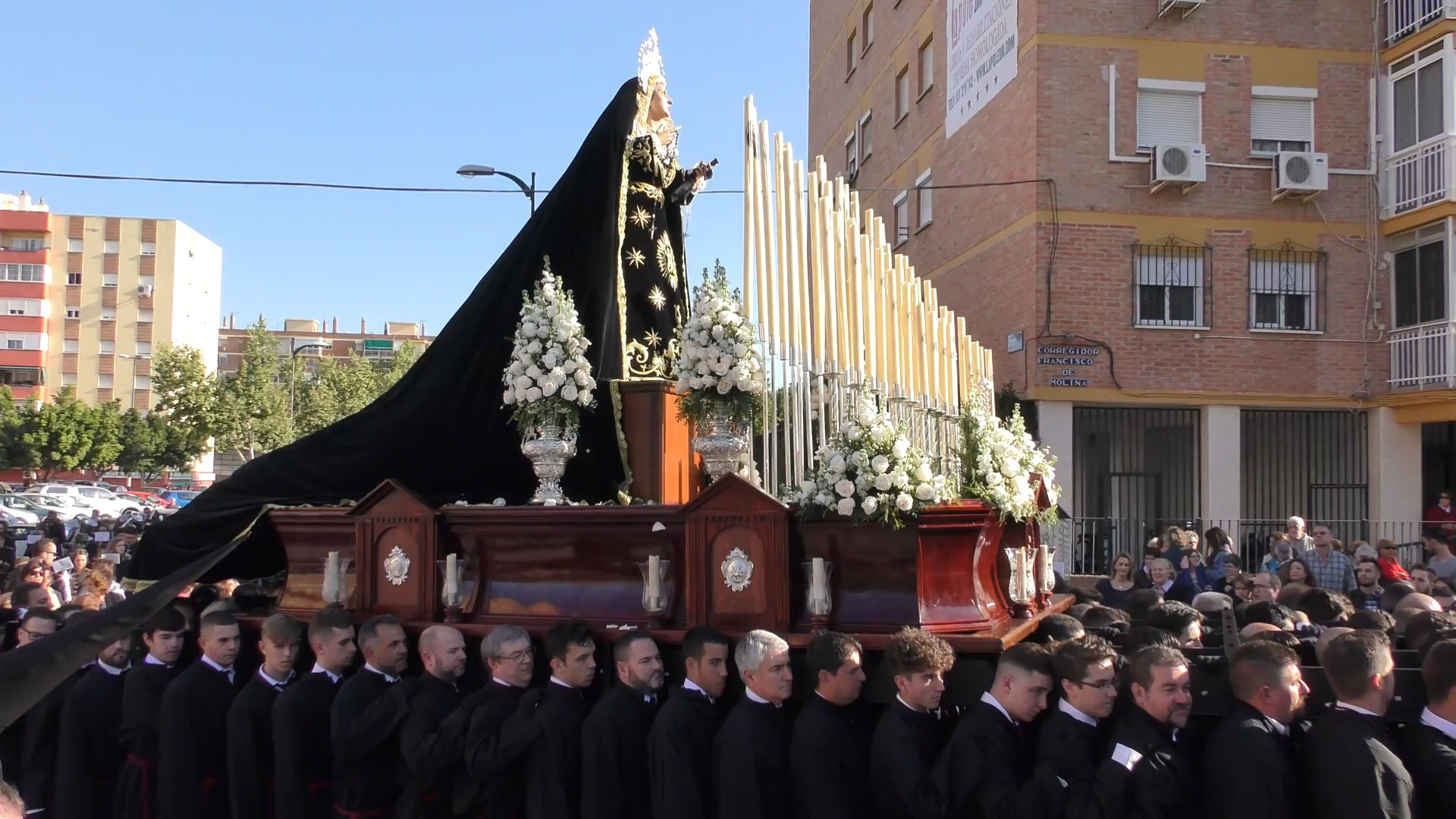
Nuestra señora de los Desamparados

- Nuestra señora de los DesamparadosGrupo Parroquial de Jesús en su Pasion , Nuestra Señora de los Desamparados y Santa Maria Goretti: Hace su salida el Sábado de Pasión desde la Parroquia de S. María Goretti, en el barrio de Los Corazones. La Virgen fue procesionada por primera vez en el año 2008. Su procesión se caracteriza por el luto y la sobriedad de la misma.

- Asociación parroquial del Santísimo Cristo, Luz del Mundo, María Santísima del Mar, Nuestro Padre Jesús de los Niños y San Andrés Apóstol (San Andrés) procesiona el Sábado de Pasión desde la barriada Nuevo San Andrés y pasa por los barrios de La Luz y de Belén.En el año 2016 bendice a su titular cristifero Stmo Cristo, Luz del Mundo obra de D. Valerio Tellez Bermúdez. La Virgen del Mar es obra de Liébana.
- Encarnación y amor Divino: Dolorosa de vestir que realiza un rosario hasta la iglesia de la Purísima, la imagen se encontraba en una capilla callejera en Eugenio Gross. Tras establecerse en la Parroquia del barrio de Gamarra (La Purísima) adquieren una nueva titular realizada por José María Hurtado en el año 2017, siendo bendecida el domingo 2 de abril del mismo año (Domingo de Pasión). Actualmente la dolorosa recorre las calles del barrio de manera solemne acompañada por un grupo de músicos que añaden sones fúnebres durante su salida procesional.
- Grupo Parroquial de Nuestro Padre Jesús de la Verdad ante Caifás y María Santísima del Sagrario: Procesiona por la barriada de Carranque a sus dos titulares, obras del escultor sevillano Mario Zambrano. Constituida la Asociación con anterioridad como Nuestro Padre Jesús de la Paz y Humildad y María Santísima Estrella del Carmen en la barriada de Huelin y después, las Delicias hasta que logran establecerse en la Parroquia de San José Obrero (barrio de Carranque).

## Viernes Santo
- Cofradía de la Clemencia: la cofradía del Santísimo Cristo de la Clemencia fue fundada el 17 de febrero de 1939. La imagen del Cristo, era una talla completa de tamaño natural, que formaba parte del misterio de un Calvario en el conjunto retrablistico de la Iglesia del Sagrario, la cual fue saqueada durante los sucesos de mayo de 1931. Dada la finalización de la guerra la mutilada imagen de aquel crucificado fue devotamente recogida por un grupo de caballeros mutilados acordando fundar una cofradía de carácter militar y procesional. Efectuó su primera salida procesional en la Semana Santa malagueña de 1939 en la noche del Jueves Santo por las calles malagueñas siendo portado por militares con sus respectivos uniformes. Hace su viacrucis en la tarde del Viernes Santo en la Catedral de Málaga, antes de la llegada de la Cofradía de Dolores de San Juan.

- Datos: Q5788872